# Marlin Piana
Marlin Kikeba Piana (ur. 17 lipca 1982 w Kinszasie) – piłkarz kongijski grający na pozycji napastnika.

## Kariera klubowa
Karierę piłkarską Piana rozpoczął we Francji, w klubie Troyes AC. Od 2000 roku grał w rezerwach tego klubu w czwartej lidze. W pierwszej drużynie Troyes zadebiutował 12 stycznia 2002 w przegranym 1:3 wyjazdowym meczu z Olympique Lyon. Łącznie w pierwszym zespole Troyes rozegrał 2 spotkania.
Latem 2003 roku Piana został piłkarzem rumuńskiego Oțelulu Galați. Przez sezon rozegrał 11 spotkań w pierwszej lidze rumuńskiej. Następnie trafił do Sint-Truidense VV, grającego w pierwszej lidze Belgii. W sezonie 2004/2005 występował z kolei w KVSK United. Następnie grał w Clermont Foot i Hapoelu Ironi Kiryat Szmona. W 2009 roku został zawodnikiem Ashton United.

## Kariera reprezentacyjna
W reprezentacji Demokratycznej Republiki Konga Piana zadebiutował w 2002 roku. W 2004 roku został powołany do kadry narodowej na Puchar Narodów Afryki 2004. Na tym turnieju rozegrał 2 spotkania: z Gwineą (1:2) i z Rwandą (0:1).